# Nati il 1º gennaio/XVIII secolo
| Questa pagina contiene informazioni ricavate automaticamente dalle voci biografiche con l'ausilio del template Bio e di un bot. L'aggiornamento è periodico e automatico e ricostruisce completamente la pagina. Se manca una persona in questa lista, sei pregato di non aggiungerla, ma accertati piuttosto che la sua voce biografica contenga il template Bio e che i dati anagrafici siano correttamente compilati. Se il template Bio manca, inseriscilo tu stesso o, in alternativa, metti l'avviso {{tmp\|Bio}} che ne segnala la mancanza. Se i dati riportati sono sbagliati, correggi direttamente la voce biografica; le modifiche saranno visibili in questa lista entro pochi giorni. Per chiarimenti vedi il progetto biografie. La lista contiene solo le 63 persone che sono citate nell'enciclopedia e per le quali è stato implementato correttamente il template Bio. Pagina aggiornata al 1 set 2024. |

## Anni 1-10(3)
- 1703 - Heinrich Sigismund von der Heyde, generale prussiano († 1765)
- 1704 - Thomas Newton, scrittore e biblista inglese († 1782)
- 1706 - Henry Howard, X conte di Suffolk, nobile britannico († 1745)

## Anni 11-20(3)
- 1711 - Franz von der Trenck, militare austriaco († 1749)
- 1714 - Kristijonas Donelaitis, scrittore lituano († 1780)
- 1714 - Giovanni Battista Mancini, cantante castrato italiano († 1800)

## Anni 21-30(5)
- 1722 - Pierre-Etienne Moitte, pittore e incisore francese († 1780)
- 1722 - Carlo di Monaco, principe e militare monegasco († 1749)
- 1723 - Goronwy Owen, presbitero e poeta gallese († 1769)
- 1724 - Andrea Bina, geologo, matematico e fisico italiano († 1792)
- 1730 - Archibald Bulloch, politico, patriota e rivoluzionario statunitense († 1777)

## Anni 31-40(5)
- 1732 - Julie Bondeli, scrittrice e socialite svizzera († 1778)
- 1734 - Giovanni Pichler, incisore italiano († 1791)
- 1735 - Paul Revere, incisore e patriota statunitense († 1818)
- 1737 - Pietro Tamburini, teologo e giurista italiano († 1827)
- 1738 - John Walter, imprenditore britannico († 1812)

## Anni 41-50(7)
- 1745 - Vincenzo Maria Strambi, vescovo cattolico e religioso italiano († 1824)
- 1745 - Anthony Wayne, generale statunitense († 1796)
- 1748 - Archibald Cochrane, IX conte di Dundonald, nobile e inventore scozzese († 1831)
- 1748 - Giovanni Furno, compositore italiano († 1837)
- 1749 - Luigi Francesco di Borbone-Busset, generale francese († 1829)
- 1749 - Anne-Antoine-Jules de Clermont-Tonnerre, cardinale e arcivescovo cattolico francese († 1830)
- 1750 - Frederick Muhlenberg, politico statunitense († 1801)

## Anni 51-60(4)
- 1752 - Betsy Ross, patriota statunitense († 1836)
- 1755 - Giovanni Francesco Lucchini, architetto italiano († 1826)
- 1757 - Francesco Cesarei Leoni, cardinale e vescovo cattolico italiano († 1830)
- 1759 - Francesco Saverio Salfi, letterato, politico e librettista italiano († 1832)

## Anni 61-70(5)
- 1763 - Johann Nepomuk von Pelkhoven, politico tedesco († 1830)
- 1766 - Antoine-Vincent Arnault, politico, poeta e drammaturgo francese († 1834)
- 1767 - Maria Edgeworth, scrittrice britannica († 1849)
- 1769 - Tatiana Engelhardt, nobildonna russa († 1841)
- 1769 - Marie-Louise Lachapelle, ginecologa francese († 1821)

## Anni 71-80(12)
- 1771 - Georges Cadoudal, generale francese († 1804)
- 1771 - Charles Joseph de Raigecourt, generale francese († 1860)
- 1772 - Pancrace Bessa, pittore, incisore e illustratore francese († 1835)
- 1772 - Costantino Munari, rivoluzionario italiano († 1837)
- 1772 - Giovanni Muzi, arcivescovo cattolico italiano († 1849)
- 1772 - Giuseppe Verani, pittore italiano († 1853)
- 1774 - André Marie Constant Duméril, zoologo francese († 1860)
- 1774 - Pietro Giordani, scrittore italiano († 1848)
- 1775 - Auguste Julien Bigarré, generale francese († 1838)
- 1776 - Vittorio Fraschini, magistrato e politico italiano († 1858)
- 1778 - Luigi Asioli, cantante e compositore italiano († 1815)
- 1778 - Charles Alexandre Lesueur, naturalista, esploratore e pittore francese († 1846)

## Anni 81-90(9)
- 1784 - Michail Petrovič Barataev, funzionario, numismatico e nobile russo († 1856)
- 1785 - Gabriel Moore, politico statunitense († 1844)
- 1785 - John Murphy, politico statunitense († 1841)
- 1786 - Antonio Cattaneo, pubblicista e divulgatore scientifico italiano († 1845)
- 1786 - Dixon Denham, militare e esploratore inglese († 1828)
- 1787 - Domenico Quaglio il Giovane, pittore, scenografo e architetto tedesco († 1837)
- 1788 - Étienne Cabet, politico francese († 1856)
- 1790 - George Petrie, pittore, musicista e archeologo irlandese († 1866)
- 1790 - Valerio Valeri, compositore italiano († 1858)

## Anni 91-00(10)
- 1791 - Ernst Heinrich Friedrich Meyer, botanico e storico tedesco († 1858)
- 1792 - Therese Malfatti, musicista austriaca († 1851)
- 1794 - Gašpar Fejérpataky-Belopotocký, attivista e patriota slovacco († 1874)
- 1798 - Utagawa Kuniyoshi, pittore e disegnatore giapponese († 1861)
- 1799 - Enrico Gonin, pittore e incisore italiano († 1870)
- 1799 - André Jean Baptiste Robineau-Desvoidy, medico e entomologo francese († 1857)
- 1799 - Andrzej Towiański, teosofo polacco († 1878)
- 1800 - Giuseppe Bonolis, pittore italiano († 1851)
- 1800 - Francis Egerton, I conte di Ellesmere, politico e viaggiatore inglese († 1857)
- 1800 - Alessandro Raffaele Torlonia, banchiere italiano († 1886)